# کارل تیلگا
کارل تیلگا (استونیایی: Karel Tilga؛ زادهٔ ۵ فوریهٔ ۱۹۹۸) ورزشکار دهگانه اهل استونی است.